# Смокінг (коктейль)
Смокінг (італ. Tuxedo) — алкогольний коктейль на основі джина, сухого вермуту, апельсинового бітера, безбарвного сухого фруктового лікеру, що виготовляється з мараскіновой вишні і абсенту. Класифікується як коктейль на весь день (англ. All day cocktail). Належить до офіційних напоїв Міжнародної асоціації барменів (IBA), категорія «Незабутні» (англ. The Unforgettables).

## Спосіб приготування
Склад коктейлю «Смокінг»:
- джину «Old Tom Gin» — 30 мл (3 cl);
- сухого вермуту — 30 мл (3 cl);
- лікеру «Мараскіно» — ½ барної ложки;
- абсенту — ¼ барної ложки;
- апельсинового бітеру — 3 дешь (5 — 6 крапель).

Метод приготування: Стир&Стрейн. Інгредієнти охолоджують в стакані, змішують із льодом та фільтрують в коктейльний келих мартіні. Готовий коктейль прикрашають лимонним твістом (завитком цедри лимона) і коктейльної вишнею. Подають в коктейльному келисі або келисі для мартіні.